# Bàsquet als Jocs Olímpics d'estiu de 1904
El basquetbol aparegué als Jocs Olímpics de 1904 per primer cop, com a esport de demostració. Es disputaren quatre campionats.

## Campionat Amateur
- Buffalo German YMCA derrotà Missouri AC, 97-8
- Chicago Central YMCA derrotà Sawyer AB, 56-6
- Buffalo German YMCA derrotà Turner Tigers, 77-6
- Chicago Central YMCA derrotà Turner Tigers, 2-2 (Turner Tigers abandonà)
- Buffalo German YMCA derrotà Xavier AA, 36-28
- Buffalo German YMCA derrotà Chicago Central YMCA, 39-28
- Chicago Central YMCA derrotà Missouri AC, 2-0

## Competició de College
- Hiram College derrotà Wheaton College, 23-20
- Wheaton College derrotà Latter Day Saints University, 40-35
- Hiram College derrotà Latter Day Saints University, 25-18

1. Hiram College, 2-0
2. Wheaton College, 1-1
3. Latter Day Saints University, 0-2

## Competició de High school
1. New York, 3-0
2. Chicago, 2-1
3. Saint Louis, 1-2
4. San Francisco, 0-3

## Competició d'Elementary school
1. New York, 2-0
2. Chicago, 1-1
3. San Francisco, 2-2